# Санті-Фабіано-е-Венанціо

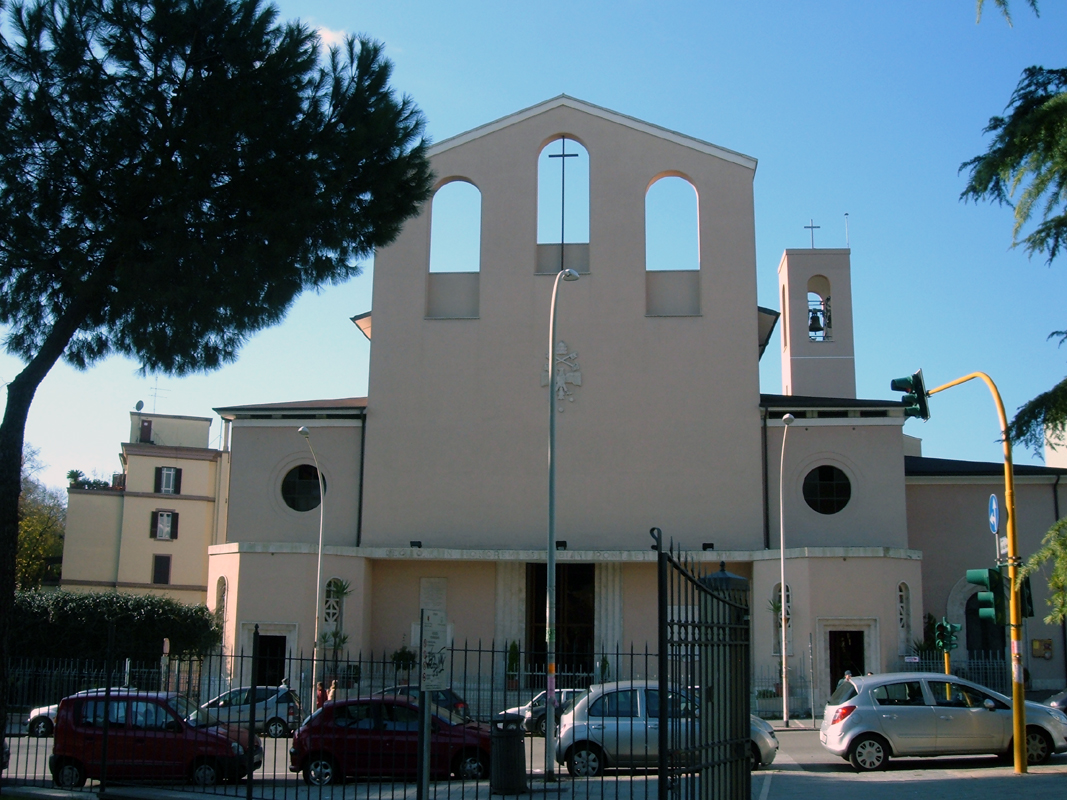
Фасад

Санті-Фабіано-е-Венанціо (італ. Chiesa dei Santi Fabiano e Venanzio) — титулярна церква на честь святого папи Фабіана та Венанція Фортуната (Saint Venantius Fortunatus) на piazza di Villa Fiorelli в Римі.

## Історія
Побудована у 1936 році за проєктом архітектора Клементе Бушірі Вічі. Однонавова будівля із дещо вузькими проходами. Оформлення вівтаря вінчає мозаїка, яка охоплює всю стіну, що зображає Христа який дає благословення святим Фабіану і Венанціо.

## Титулярна церква
З 5 березня 1973 року папою Пієм XII церкві надано статус титулярної церкви. З  28 червня 1991 року кардиналом-священником з титулом церкви Санті-Фабіано-е-Венанціо є словацький кардинал Ян Хризостом Корець.